# Sulcarius
Sulcarius is een geslacht van insecten uit de orde vliesvleugeligen (Hymenoptera) en de familie Ichneumonidae.

## Soorten
- S. atriventris Townes, 1983
- S. biannulatus (Gravenhorst, 1829)
- S. bispinosus (Rudow, 1886)
- S. cephalotes Townes, 1983
- S. confluens Townes, 1983
- S. fontinalis (Ruschka, 1926)
- S. fulviscapus Townes, 1983
- S. fuscicarpus (Thomson, 1885)
- S. hadrus Townes, 1983
- S. labralis Townes, 1983
- S. laevipleuris Horstmann, 1992
- S. medius Townes, 1983
- S. nigricornis (Thomson, 1884)
- S. nigridens Horstmann, 1992
- S. pluricinctus (Strobl, 1901)
- S. pubescens Townes, 1983
- S. rufipes Townes, 1983
- S. rugicollis Townes, 1983
- S. scorteus Townes, 1983
- S. strictus Townes, 1983
- S. suecicus Horstmann, 1992
- S. thunebergi (Hellen, 1967)
- S. ustulatus Townes, 1983